# Anchietea exaltata
Anchietea exaltata är en violväxtart som beskrevs av August Wilhelm Eichler. Anchietea exaltata ingår i släktet Anchietea och familjen violväxter. Inga underarter finns listade i Catalogue of Life.